# کولگا (شهرستان هیو)
کولگا (به لاتین: Kolga) یک منطقهٔ مسکونی در استونی است که در دهستان کاینا واقع شده‌است.